# Oxtongue River
Der Oxtongue River ist ein Fluss in der Provinz Ontario in Kanada. 
Er durchfließt den Oxtongue Lake und verbindet den Lake of Bays mit dem Algonquin Provincial Park. Unweit des Oxtongue Lakes stürzt er über die Oxtongue River Ragged Falls – einer der höchsten Wasserfälle der Region. Die Gegend wird von Wanderern und Naturliebhabern genutzt. 